# Roddy McDowall
Roderick Andrew Anthony Jude McDowall (ur. 17 września 1928 w Herne Hill, zm. 3 października 1998 w Studio City, dzielnicy Los Angeles) − brytyjski aktor, reżyser i producent filmowy.
8 lutego 1960 otrzymał własną gwiazdę w Alei Gwiazd w Los Angeles znajdującą się przy 6632 Hollywood Boulevard.

## Wczesne lata
Urodził się w Londynie w Anglii jako jedyne dziecko Winifriede Lucindy (z domu Corcoran), irlandzkiej aktorki, i Thomasa Andrew McDowalla, marynarza handlowego, który był pochodzenia szkockiego i angielskiego. Wychowywał się w wierze katolickiej swojej matki wraz ze starszą siostrą Virginią (1927–2006). Uczęszczał do St. Joseph’s College w Beulah Hill w Upper Norwood, rzymskokatolickiej szkoły średniej braci szkolnych w Londynie.

## Kariera
Mając dziesięć lat zadebiutował na ekranie w filmie kryminalnym Morderstwo w rodzinie (Murder in the Family, 1938) z Jessicą Tandy, Sarah Siddons (1938) i komedii Widzę lód (I See Ice, 1938). W wieku dwunastu lat wraz z rodziną przybył do USA z powodu trwającego bombardowania Wielkiej Brytanii przez nazistowskie Niemcy. Zagrał postać Huw Morgana w dramacie familijnym Zielona dolina (How Green Was My Valley, 1941) i Francisa Chisholma w dzieciństwie w dramacie Klucze królestwa (The Keys of the Kingdom, 1944) u boku Gregory Pecka. W 1946 ukończył szkołę średnią University High School w zachodnim Los Angeles.
Trzykrotnie spotkał się na planie ze swoją przyjaciółką Elizabeth Taylor; w Lassie, wróć! (Lassie Come Home, 1943), melodramacie wojennym Białe urwiska Dover (The White Cliffs of Dover, 1944) oraz Kleopatra (Cleopatra, 1963) w roli późniejszego cezara Oktawiana Augusta, za którą był nominowany do nagrody Złotego Globu.
W 1960 jego sceniczna rola Tarquina Edwarda Mendigalesa w broadwayowskiej sztuce Walka kogutów (The Fighting Cock) została uhonorowana nagrodą Tony.
Za postać Philipa Hamiltona w serialu muzycznym NBC Niedzielny przypadek (Sunday Showcase, 1960) odebrał nagrodę Emmy. Sławę zawdzięcza roli szympansa Galena w serialu CBS Planeta Małp (Planet of the Apes, 1974). Kreacja Petera Vincenta, prezentera telewizyjnych horrorów zwanego pogromcą wampirów w horrorze Postrach nocy (Fright Night, 1985) przyniosła mu nagrodę Saturn.

## Życie prywatne
W książce Full Service: My Adventures in Hollywood and the Secret Sex Lives of the Stars (2012) autorstwa Scotty’ego Bowersa, znanego z pozyskiwania prostytutek dla osób z branży hollywoodzkiej, z których wiele ukrywało swoje związki biseksualne lub homoseksualne, ujawniono, że McDowall był jednym z jego homoseksualnych klientów, chociaż nigdy sam nie określił swoje seksualności.

### Śmierć
Zmarł 3 października 1998 w swoim domu w dzielnicy Los Angeles – Studio City, położonej w dolinie San Fernando, na nowotwór złośliwy – raka płuca w wieku 70 lat.

## Filmografia

### Filmy fabularne

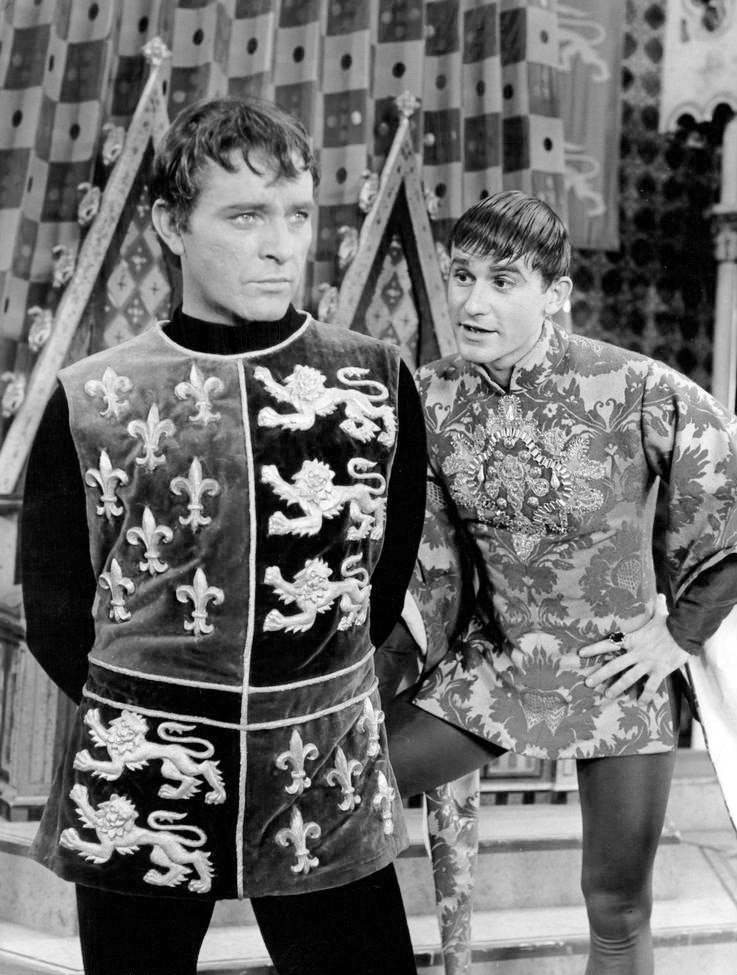
Richard Burton i Roddy McDowall w spektaklu Camelot (1963)

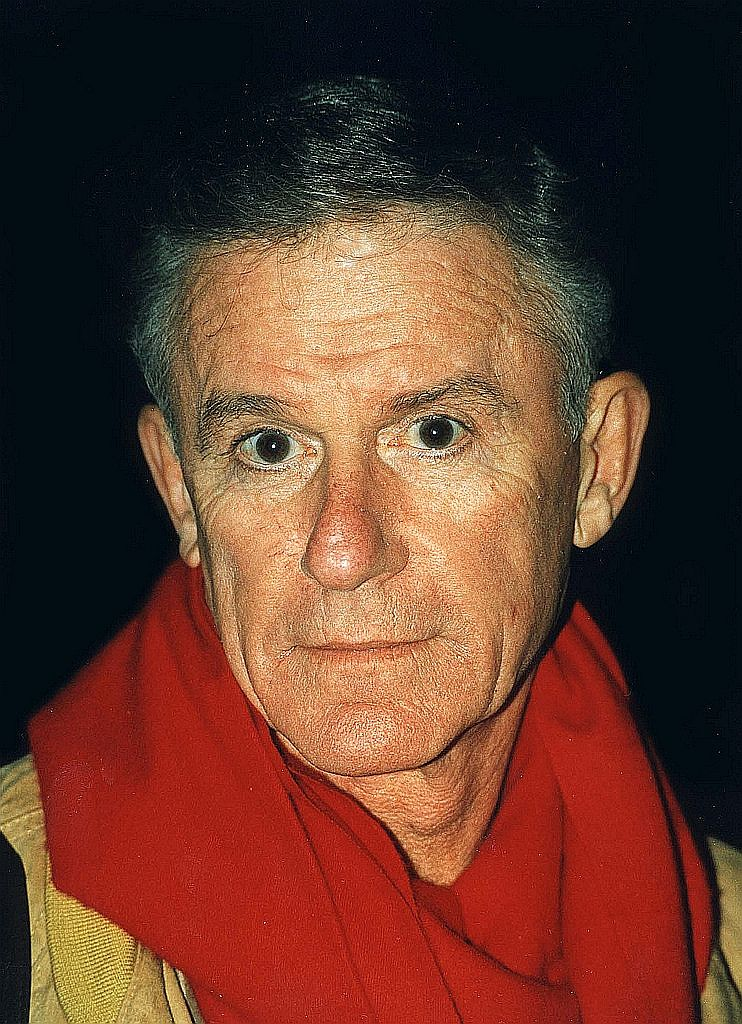
Roddy McDowall (1997)

- 1941: Zielona dolina (How Green Was My Valley) jako Huw Morgan
- 1943: Lassie, wróć! (Lassie Come Home) jako Joe Carraclough
- 1948: Makbet (Macbeth) jako Malcolm
- 1963: Kleopatra (Cleopatra) jako Cezar Oktawian August
- 1965: Opowieść wszech czasów (The Greatest Story Ever Told) jako Mateusz
- 1968: Planeta Małp (Planet of the Apes) jako Cornelius
- 1970: W podziemiach Planety Małp (Beneath the Planet of the Apes) jako Cornelius
- 1971: Ucieczka z Planety Małp (Escape from the Planet of the Apes) jako Cornelius
- 1972: Podbój Planety Małp (Conquest of the Planet of the Apes) jako Caesar
- 1972: Tragedia „Posejdona” (The Poseidon Adventure) jako Acres
- 1973: Bitwa o Planetę Małp (Battle for the Planet of the Apes) jako Caesar
- 1985: Postrach nocy (Fright Night) jako Peter Vincent
- 1987: Dama za burtą (Overboard) jako Andrew
- 1987: Śmiertelnie mroźna zima (Dead of Winter) Mr. Murray
- 1989: Wagary (Cutting Class) jako pan Dante, dyrektor szkoły

### Filmy TV
- 1985: Alicja w Krainie Czarów (Alice in Wonderland) jako Szarak bez Piątej Klepki
- 1985: Żony Hollywood (Hollywood Wives) jako Jason Swandle
- 1996: Przeklęta wyspa (Dead Man’s Island) jako Prawnik Trevor Dunnaway

### Seriale TV
- 1966: Batman jako mól książkowy
- 1968: Legenda Robin Hooda (The Legend of Robin Hood) jako książę Jan
- 1970: Centrum medyczne (Medical Center) jako Carl Marris
- 1972: Mission: Impossible jako Leo Ostro
- 1972: Rekruci (The Rookies) jako Fenner
- 1973: Barnaby Jones jako Stanley Lambert
- 1974: Planeta Małp (Planet of the Apes) jako Galen
- 1975: Sierżant Anderson (Police Woman) jako Moulton
- 1976: Harry O jako Arnold Applequist
- 1979: Statek miłości (The Love Boat) jako Fred Bery
- 1982–1983: Opowieści złotej małpy (Tales of the Gold Monkey) jako „Bon Chance” Louie
- 1984: Hotel jako Anthony Spears
- 1989: W 80 dni dookoła świata (Around the World in 80 Days) jako McBaines
- 1992-1994/94: Batman jako dr Jervis Tetch/Szalony Kapelusznik (dubbing)